# Koagulační faktory
Koagulační faktory, též srážecí faktory, jsou bílkoviny přirozeně přítomné v krevní plasmě. Jsou to glykoproteiny a řadí se mezi globuliny. Tvoří se v játrech, jejich syntéza je závislá na vitamínu K a jejich funkce na iontech vápníku. Při aktivaci tvoří koagulační faktory enzymovou kaskádu, na jejímž konci je nerozpustná bílkovina fibrin – její vznik je podstatou srážení krve.
Srážecích faktorů se popisuje dvanáct; jsou označeny římskými číslicemi v pořadí, v jakém byly objeveny. U aktivovaných faktorů se k číslici připojuje malé a.

## Seznam srážecích faktorů
První čtyři faktory se obvykle nazývají obecnými jmény a neoznačují se jako koagulační:
- Faktor I – fibrinogen, syntéza v játrech, obvyklá koncentrace v plazmě je 1,5–3 g/l.
- Faktor II – protrombin, syntéza v játrech, koncentrace v plazmě je asi 0,150 mg/l.
- Faktor III – tkáňový faktor (nepřesně tkáňový tromboplastin), je glykoprotein přítomný v cytoplazmatických membránách buněk subendotelu.
- Faktor IV – ion vápníku Ca2+

Další faktory se mnohem častěji označují jako koagulační:
- Faktor V – proakcelerin, tzv. labilní faktor
- Faktor VI – není znám (dříve tak byl označován aktivovaný faktor V)
- Faktor VII – prokonvertin, tzv. stabilní faktor
- Faktor VIII – antihemofilický faktor A, je makromolekula se 2 složkami:
  - antihemofilický faktor = protokoagulační faktor VIII C je menší bílkovina, při absenci se rozvine hemofilie A.
  - F VIII R:Ag (related antigen) = von Willebrandův faktor, velká molekula s antigenními vlastnostmi, při absenci se rozvine krvácivá von Willebrandova choroba.
- Faktor IX – Christmasův faktor, antihemofilický faktor B, při absenci se rozvine hemofillie B.
- Faktor X – Stuartův–Prowerové faktor
- Faktor XI – PTA plasma thromboplastin antecedent, plasmatický předchůdce tromboplastinu
- Faktor XII – Hagemanův faktor, kontaktní faktor
- Faktor XIII – faktor stabilizující fibrin je tetramer složený ze dvou A řetězců a dvou B řetězců; faktor vytváří křížové amidové vazby mezi molekulami fibrinu a přispívá tak ke vzniku nerozpustné sraženiny